# Денис Фонвизин
Денис Иванович Фонвизин (рус. Дени́с Ива́нович Фонви́зин; Москва, 14. април 1745 − Санкт Петербург, 12. децембар 1792) био је руски писац из периода Катарине Велике.

## Биографија
Од 1755. до 1760. године похађао је гимназију на Московском универзитету, затим је школовање наставио на Филозофском факултет.
Године 1760. одлази са братом у Петербург и тамо упознаје Ломоносова. 1761. године по налогу једног од московских књижара, Фонвизин је превео са немачког језика басне Холберга. Затим је 1762. превео политичко - дидактички роман, француског свештеника Терасона Живот Сифа. Истовремено са његовим преводима, почела су да се појављују његова оригинална дела. Већ 1763. добија репутацију талентованог песника-сатиричара због својих смелих дела. 1764. је почео да пише комедију Малолетник, али је није завршио. 1769. је завршио комедију Бригадир, коју је читао при двору Катарине Велике. Фонвизин је под утицајем Никите Пањина формирао своје политичке ставове. Са њим је преузео активно учешће у политичкој борби 1772. и 1773. против царице. Његово даље стваралаштво је било везано за ту борбу. 1778. био на скупу Француске академије, где упознаје Волтера. Вративши се у Русију, наставио је службу у колегијуму. Пањин умире 1783. и Фонвизин пише политичко завештање усмерено против руске самовласти, против владавине Катарине Велике и Потемкина.1788. је желео да изда сатиричан часопис али је Катарина Велика забранила његово штампање. Пред своју смрт, Фонвизин постаје религиозан и почиње да пише своје мемоаре, међутим смрт га прекида у томе. Умро је 12. децембра 1792. године у Петербургу.

## Дела
Најзначајнија дела:
| Бригадир                            | 1769. |
| Калистен                            | 1780. |
| Малолетник                          | 1782. |
| Живот грофа Никите Ивановича Пањина | 1786. |